# Albalat dels Tarongers (kommunhuvudort)
Albalat dels Tarongers är en kommunhuvudort i Spanien.   Den ligger i provinsen Província de València och regionen Valencia, i den östra delen av landet, 300 km öster om huvudstaden Madrid. Albalat dels Tarongers ligger 93 meter över havet och antalet invånare är 799.
Terrängen runt Albalat dels Tarongers är kuperad västerut, men österut är den platt.Runt Albalat dels Tarongers är det tätbefolkat, med 411 invånare per kvadratkilometer. Närmaste större samhälle är Sagunto, 6,0 km öster om Albalat dels Tarongers. Trakten runt Albalat dels Tarongers består till största delen av jordbruksmark.